# Octávio de Souza
Octávio de Souza (Rio de Janeiro, 6 de novembro de 1888 – Rio de Janeiro, 8 de outubro de 1976) foi um médico brasileiro.
Doutorado pela Faculdade de Medicina do Rio de Janeiro em 1910, defendendo a tese “Da histerectomia abdominal na terapêutica ginecológica”. Foi eleito membro da Academia Nacional de Medicina em 1919, sucedendo José Cardoso de Moura Brasil na Cadeira 61, que tem Luís da Cunha Feijó como patrono.